# Сузакски район
Сузакски район (на казахски: Созақ ауданы) е съставна част на Туркестанска област, Казахстан.
Има обща площ 41 180 км2 и население 62 127 души (по приблизителна оценка към 1 януари 2020 г.). Административен център е село Шолаккорган.